# Sciara exilis
Sciara exilis är en tvåvingeart som först beskrevs av Thomas Say 1829.  Sciara exilis ingår i släktet Sciara och familjen sorgmyggor.
Artens utbredningsområde är Indiana. Inga underarter finns listade i Catalogue of Life.